# Zsoszány

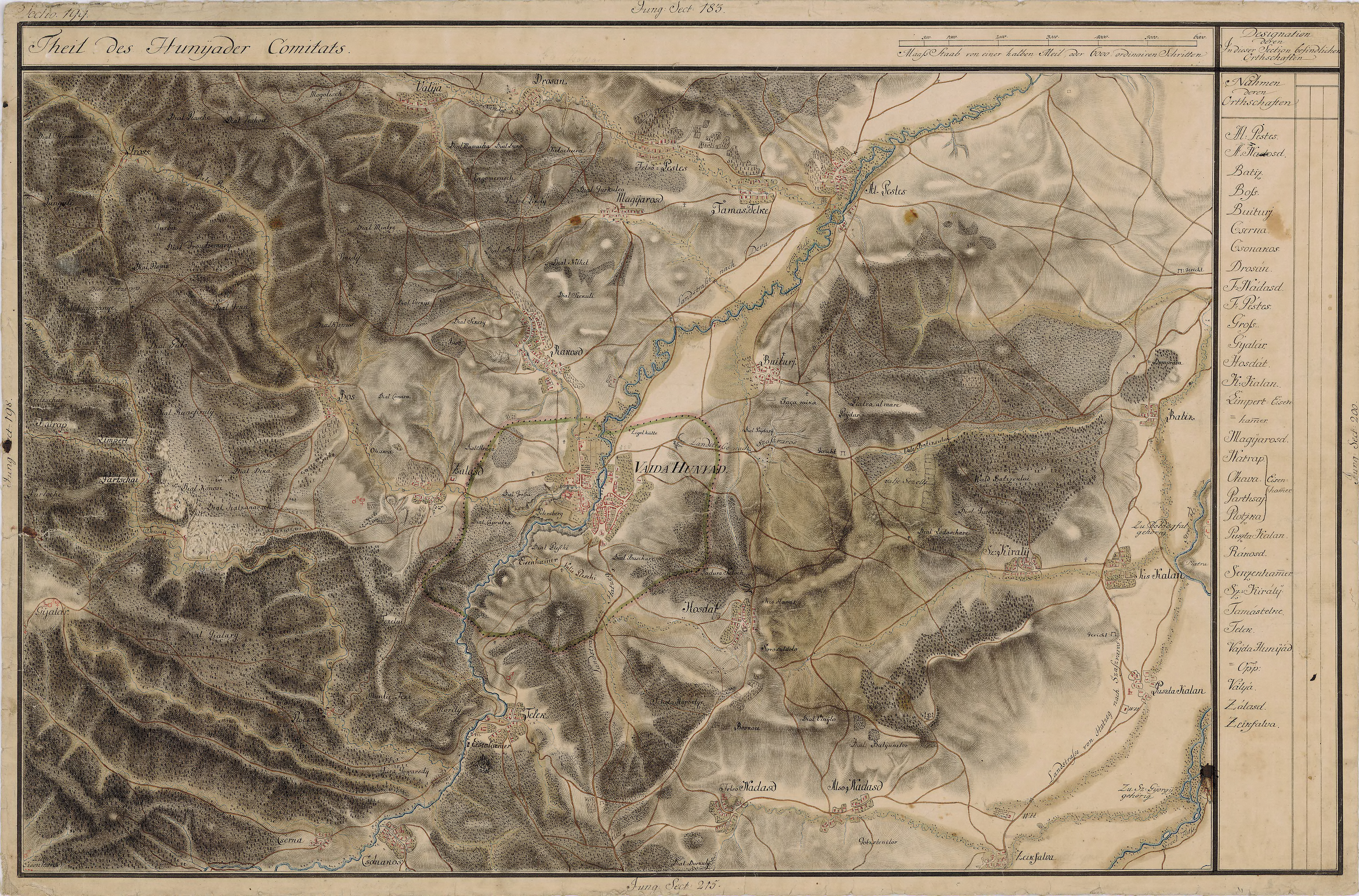
Zsoszány egy régi térképen

Zsoszány, románul: Josani, település Romániában, Hunyad megyében.

## Fekvése
Dévától délnyugatra, a Pestes-patak bal partján, Felsőpestestől nyugatra fekvő település.

## Története
A falu területén korai vaskori és római kori leleteket tártak fel.
Zsoszány nevét 1330-ban említette először oklevél v. Kezeptelek néven, mint Nagy-Pestes tartozékát. A falu a Hermán-nemzetség tagjainak ősi birtoka volt, melynek tagjai 1330-ban osztoztak meg birtokaikon, ekkor Geche fia János kapta.
1330-ban, 1429-ben és 1507-ben p. Kezepthelek néven írták, birtokosai ekkor is a Hermán-nemzetség leszármazottai voltak; ekkor a Szentgyörgyi, Szentgyörgy Makrai, Felpestesi, Felpestesi Nagy, Novaji, Barcsai és más birtokosok voltak. Szentgyörgyi György a Kewzepthelek határán lévő malom nyolcadát vetette zálogba Felpestesi Nagy Pálnál.
1642-ben Gyoszán alias Középtelek, 1733-ban Sosáni, 1750-ben Gsoszan, 1808-ban Dsoszány vel Dioszány aut Drosán aliis Suszány h., Susendorf g., Dzsoszeni val, 1861-ben Dsoszány, 1888-ban és 1913-ban Zsoszány néven írták.
Ortodox templomát első ízben 1831-ben említették. Az épület egy villámcsapás következtében súlyosan károsodott, ezért 1860-ban újjá kellett építeni.
A trianoni békeszerződés előtt Hunyad vármegye Vajdahunyadi járásához tartozott.
1910-ben 401 lakosából 2 magyar, 398 román lakossal, melyből 398 görögkeleti ortodox volt.

## Jelene
A lakosok mezőgazdasággal, állattartással és méhészettel foglalkoznak. A falu területén a mobil telefonhálózatok nem elérhetőek. 2012-ben a megyei tanács a lakosság alacsony száma miatt elutasította az ivóvíz- és csatornahálózat kiépítésének EU-forrásokból való támogatását.